# Microsoma exiguum
Microsoma exiguum är en tvåvingeart som först beskrevs av Johann Wilhelm Meigen 1824.  Microsoma exiguum ingår i släktet Microsoma, och familjen parasitflugor. Arten är reproducerande i Sverige.